# Duplipetala pentanthera
Duplipetala pentanthera là một loài thực vật có hoa trong họ Long đởm. Loài này được (C.B.Clarke) Thiv mô tả khoa học đầu tiên năm 2003.